# Сецехув (гмина)
Сецехув (пол. Sieciechów) — сельская гмина (волость) в Польше, входит как административная единица в Козеницкий повет, Мазовецкое воеводство. Население — 4251 человек (на 2004 год).

## Демография
| Перепись                       | Всего   | Всего | Женщины | Женщины | Мужчины | Мужчины |
| ------------------------------ | ------- | ----- | ------- | ------- | ------- | ------- |
| Единицы                        | человек | %     | человек | %       | человек | %       |
| Население                      | 4251    | 100   | 2158    | 50,8    | 2093    | 49,2    |
| Плотность населения (чел./км²) | 69,4    | 69,4  | 35,2    | 35,2    | 34,2    | 34,2    |

## Сельские округа
1. Глусец
2. Кемпице
3. Лое
4. Мозолице-Дуже
5. Мозолице-Мале
6. Нагурник
7. Нове-Словики
8. Опацтво
9. Сецехув
10. Словики-Фольварк
11. Старе-Словики
12. Воля-Кляшторна
13. Вулька-Войцешковска
14. Выстемп
15. Заезеже
16. Збычин

## Соседние гмины
1. Демблин
2. Гмина Гарбатка-Летниско
3. Гмина Гневошув
4. Гмина Козенице
5. Гмина Пулавы
6. Гмина Стенжыца